# Úgar
Úgar (Ugar en euskera y oficialmente) es una localidad española, situada en el municipio navarro del Valle de Yerri, en las cercanías del pantano de Alloz y el río Iranzu. Su población en 2017 fue de 50 habitantes (INE).

## Demografía
| 2011 | 2012 | 2013 | 2014 | 2015 | 2016 | 2017 | 2018 | 2019 | 2020 | 2021 | 2022 | 2023 |
| ---- | ---- | ---- | ---- | ---- | ---- | ---- | ---- | ---- | ---- | ---- | ---- | ---- |
| 46   | 43   | 43   | 50   | 55   | 53   | 50   | 36   | 34   | 43   | 37   | 44   | 41   |

Fuente: Gobierno de Navarra. 

## Topónimo
El topónimo procede del vasco u(h)ar ‘agua turbia, torrencial’. En documentos antiguos se menciona como: Hugar, Hugarr, Huguarr (1155-1371, 1274, 1276, 1350 NEN) y Ugar, Vgar, Vgarr (1136, 1277-1279, 1366, NEN).
Según las normas ortográficas del castellano, se debe escribir Úgar en esta lengua, con acento en la u, al ser una palabra llana. En euskera, sin embargo, pese a tener la misma pronunciación no se coloca ningún acento: Ugar. Esto se debe a que en aquel idioma no existen los acentos gráficos. La única forma oficial en la actualidad es la vasca, es decir, Ugar.

## Arte

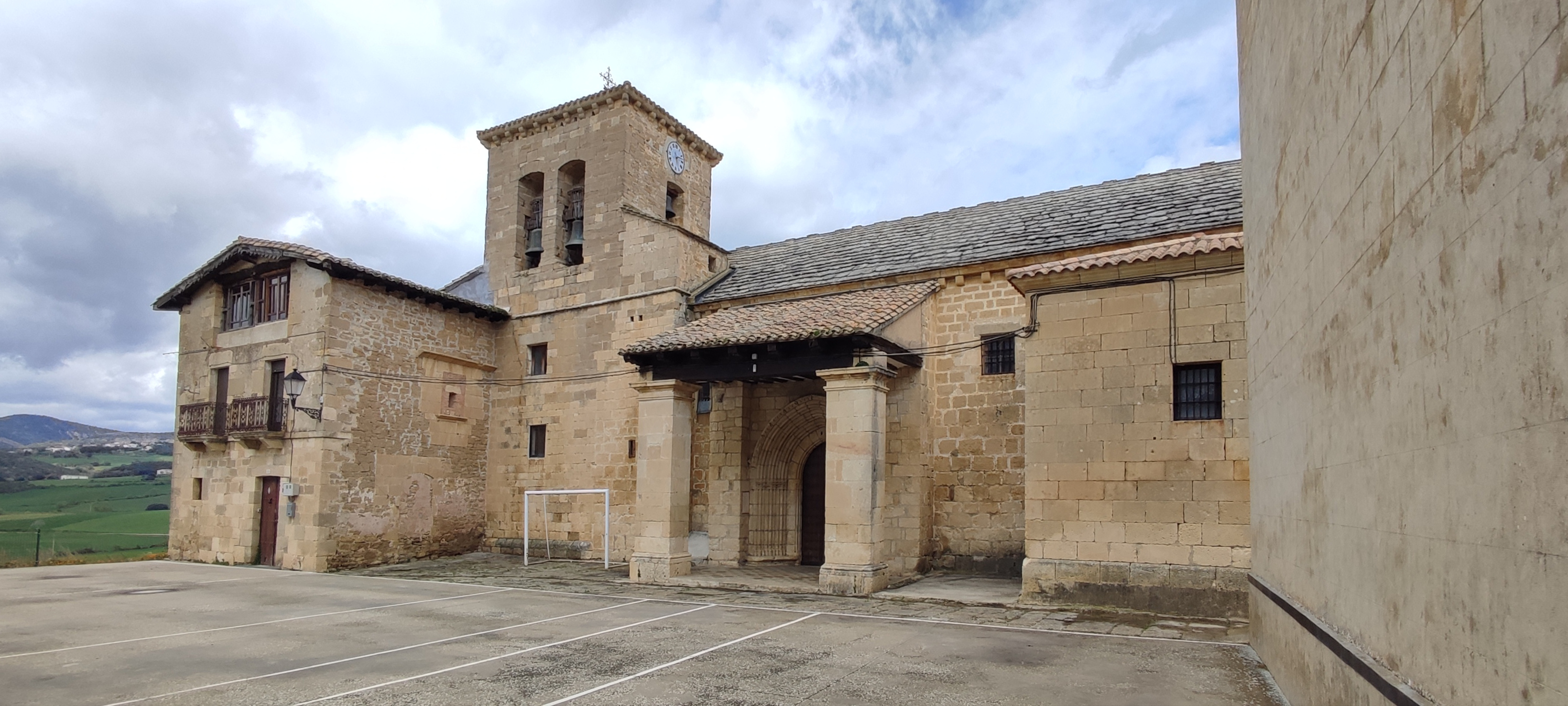
Lado sur de la Iglesia de San Martín de Tours

La iglesia de San Martín de Tours es un edificio iniciado en estilo románico tardío (ca. 1200) y concluido en gótico primitivo durante el siglo XIII, con posterioridad (siglos XVI y XVII) se incorporaron a él nuevos elementos que modificaron su primitiva silueta. Consta de nave única dividida en cuatro tramos más la cabecera semicircular. Se cubre con bóveda de cañón apuntado sobre fajones en la nave y con bóveda de horno en la cabecera. En el siglo XVI se incorporó un coro alto a los pies sobre arco rebajado. Y en el siglo XVII una capilla rectangular, cubierta con lunetos, en el lado del Evangelio, más la sacristía de planta cuadrada con cúpula sobre pechinas adosada al presbiterio por el lado de la Epístola.
La cabecera se ilumina con ventana axial (hoy ciega) de arco apuntado que presenta a exterior una arquivolta ornada con punta de diamante y capiteles con pomas y motivos vegetales. Es también por fuera en donde se concentra la decoración plástica, con cuatro semicolumnas que articulan el ábside verticalmente cuyos capiteles se decoran con hojas y cabezas humanas o animales en los extremos. Los modillones que ayudan a sostener el tejaroz son de rollos.
La puerta se sitúa en el segundo tramo del lado de la Epístola (siglo XIII) con forma de arco apuntado con arquivoltas y crismón en su clave primera sobre capiteles corridos de tipo vegetal. Se protege con pórtico pétreo sobre pilares de sillería. La torre se halla a los pies adosada al muro occidental y se accede a ella desde el interior por el lado de la Epístola.
En su interior destacan el retablo mayor y el colateral del Evangelio, ambos de estilo romanista, de la segunda mitad del siglo XVI (ca. 1570) que han sido atribuidos  al entallador Martín Morgota. El retablo principal, en el que predomina el relieve sobre la imaginería (reducida a la calle central) consta de banco, cinco calles de tres pisos y un pequeño ático. En el banco se sitúan cuatro escenas de la Pasión de Cristo (desde la Oración en el Huerto al Camino del Calvario) acompañadas por un apostolado. En el centro se sitúa el Sagrario, de su misma época, ornado con relieves alusivos a la Pasión, el Descendimiento y cuatro tallas de apóstoles (Pedro, Pablo, Santiago y Bartolomé). En el piso primero se encuentran los cuatro evangelistas, erguidos, con sus símbolos propios. En el segundo, escenas de la Infancia de Cristo (desde la Anunciación hasta la Huida de Egipto) que acompañan a la imagen titular, de estilo neoclásico (fines del siglo XVIII). En el último piso, a modo de ático desarrollado, está el grupo del Calvario entre los relieves del Ecce Homo, Santa Lucía, Santa Catalina de Alejandría y la Resurrección. Encima del Calvario, en un frontón triangular, se encuentra el Padre Eterno al que acompañan figuras humanas desnudas y vestidas, de carácter simbólico.
En la capilla del lado del evangelio el retablo de la Virgen del Rosario es de la misma época y estilo que el retablo mayor. Consta de banco con la escena de la Aparición de San Miguel en el Monte Gargano (Apulia) entre ángeles, un cuerpo de tres calles (la titular entre San Pablo y San Jerónimo) y un ático con una escena de la Leyenda del Arcángel San Miguel.
Junto al cementerio se ubica la ermita de Nuestra Señora de la O, fruto de la reedificación en 1818 de otro edificio anterior, como pone en la inscripción del dintel. Tiene forma de rectángulo con cubierta a dos aguas, y el exterior presenta muros revocados con cadenas angulares de sillería, abriéndose la puerta de ingreso por el lado de la Epístola. En el presbiterio hay un pequeño retablo del siglo XVI procedente de la iglesia parroquial.
En Úgar se conservan algunos edificios antiguos y varios escudos de los siglos XVI a XIX:
- Mansión de los Salinas (siglo XVIII), situado en la plaza principal, es un edificio señorial modificado en 1865, con un primer cuerpo de sillería y un segundo de sillarejo con cadenas angulares de sillería. El escudo rococó es de finales del siglo XVIII, labrado en piedra sobre mascarón inferior.
- Casa del Mayorazgo (siglo XVI), edificio reformado sustancialmente en el siglo XVIII, que se compone de dos cuerpos más un ático, que se desarrollan horizontalmente. Presenta vanos adintelados y puerta descentrada con orejeras, y en sus paredes se pueden encontrar tres escudos de piedra del siglo XVII.
- El número 22 de la Calle Mayor es una casa del siglo XVI con dos cuerpos más un ático labrados en sillarejo con basamento de sillería.

## Historia
Antigua villa de señorío eclesiástico desde que el rey García Ramírez de Pamplona la dio en 1135 al monasterio de Irache en compensación por los 60 marcos de lana fina que le había confiscado. El prelado pamplonés Sancho de Larrosa transfirió también a la abadía la iglesia local (1136), reservando a la mitra, las “cuartas” episcopales y el viático arcedianal. En vista de los casos de emigración que la presión económica de sus pechas producía entre los collazos o “labradores”, el abad redujo (1316) las cargas anuales a 40 cahíces de trigo y 40 sueldos, sin perjuicio del servicio de “peón semanero”, la “mañería” y las prestaciones singulares en concepto de “torta” y “carapito”. Poseyeron también heredades en el término el monasterio de Iranzu y el de Marcilla; este último las enajenó a Teobaldo I de Navarra (1252).
Incluso un lugar tan remoto como Úgar se vio implicado en las guerras que se desarrollaban en la península ibérica, como por ejemplo la Guerra de sucesión española (1701-1715), en la que Navarra tomó partido por uno de los aspirantes al trono hispano, Felipe V de España. Fueron numerosos los reclutamientos necesarios para desarrollar la guerra, que se repartían entre los habitantes varones del valle y su armamento declarado, y en el del 30 de junio de 1706, la localidad de Úgar se vio obligada a proporcionar 23 hombres, 3 mosquetes y una escopeta.
Durante toda la época moderna tuvo gran importancia para la economía del valle de Yerri la explotación de los bosques, como demuestra una operación de cuidado que tuvo lugar entre 1758 y 1768, a raíz de la aprobación, en las Cortes de Navarra de 1757, de una ley para la plantación de árboles y su conservación. Las Cortes comisionaron a Francisco de Azcona Echarren, palaciano de Echarren de Guirguillano, para gestionar este asunto en el valle de Yerri, quien visitó cada una de las localidades del valle para conocer de primera mano el estado de los montes y bosques.
A Úgar llegó el 10 de junio de 1758, "les explicó (a los concejantes) su misión y conversaron sobre los montes del pueblo". Como en el resto de localidades, el comisionado les dejó una serie de mandatos, como construir un vivero, cercado de piedras, en el término de Andrevita, para sembrar bellota entre otras especies; limpiarían el único robledal que tenían, porque había mucha necesidad en su interior y en sus extremos y comenzarían la repoblación con cien planzones al año; y entre Andrevita y el mojón de Lerate plantarían dos hileras de álamos, poniéndolos algo distantes para que no perjudicar la hierba. Todos los gastos correrían a cargo del concejo y se nombró a Martín de Goicoechea como perito de toda la repoblación. 
El 22 de mayo de 1794 la Diputación navarra envió una carta al valle ordenando que enviase "noticia puntual de todos los hijosdalgo que hubiese en este valle, así solteros como casados y viudos desde la edad de diez y seis años hasta la de cinquenta, ambos cumplidos". En el listado enviado, aparecían 8 hidalgos en Úgar, de un total de 172 en todo en valle.
A mediados del siglo XIX su escuela estaba dotada con 67 robos de trigo y doce ducados navarros; servían la iglesia un párroco -de provisión del monasterio de Irache, hasta la exclaustración- y un beneficiado -cuya presentación correspondía al rey o al párroco o vicario según el mes en que se daba la vacante-. A comienzos del siglo XX se constituyó en Úgar una Caja Rural.
En 1802 se describía como situado en alto contando con monte robledal, su cosecha era de 6000 robos de cereal y 7000 cántaros de vino, siendo su población de 150 personas.

## Fiestas
- FECHA: Primer domingo de septiembre, Fiestas Patronales. ACTOS PRINICIPALES: Verbenas, cenas populares, juegos infantiles, misa mayor…[9]

- FECHA: 15 de mayo, romería a la Basílica de Nuestra Señora de Mendigaña en Azcona.

- OTRAS FESTIVIDADES: -Procesión el día del Corpus. -Procesión el día del Sagrado Corazón (23 de junio). -Día del Rosario. Se celebra un domingo de octubre, sin fecha fija. Se reza el Rosario por la calle.

- FIESTA DEL VALLE, Por sorteo entre los pueblos una vez al año el primer fin de semana de junio.

## Economía
Tiene dos casas rurales: Kulunka enea y Casa Txema.